# Omar Linares
Omar Linares (San Juan y Martínez, 23 ottobre 1967) è un ex giocatore di baseball cubano.

## Palmarès

### Olimpiadi
- Oro a Barcellona 1992;
- Oro a Atlanta 1996;
- Argento a Sydney 2000.

### Campionato mondiale di baseball
- Oro a Managua 1994;
- Oro a Taipei 2001.